# Неокосмос Григориадис
Неокосмос Григориадис (на гръцки: Νεόκοσμος Γρηγοριάδης) е гръцки военен, общественик и революционер, деец на Гръцката въоръжена пропаганда в Македония от началото на XX век.

## Биография
Неокосмос Григориадис е роден през 1877 или 1878 година в Амисос, днес Самсун. На 20 години заминава за Гърция и влиза в армията. В 1904 година става директор на гимназията във Воден и ръководи гръцката пропаганда в града. 
Като командир на 29 пехотен полк превзема града през 1912 година, след което поема военното командване на околността. През 1923 година се пенсионира и става депутат от Либералната партия за Воден. Пише поезия и проза, драматични разкази с историческа насоченост. Умира в 1967 година.
Баща е на журналиста и политик Солон Григориадис.